# Justyna Izdebska
Justyna Izdebska – polska okulistka, doktor habilitowany nauk medycznych, adiunkt w Katedrze i Klinice Okulistyki II Wydziału Lekarskiego Warszawskiego Uniwersytetu Medycznego.

## Życiorys
Ukończyła XLIV Liceum Ogólnokształcące im. A. Dobiszewskiego w Warszawie (1988). Dyplom lekarski uzyskała na I Wydziale Lekarskim warszawskiej Akademii Medycznej w 1994. Pierwszy i drugi stopień specjalizacji z okulistyki zdobyła odpowiednio w 1998 i 2001. W latach 1994–1995 pracowała jako lekarz stażysta w Instytucie Gruźlicy i Chorób Płuc w Warszawie z oddelegowaniem do Szpitala Centralnego Medycznego Kształcenia Podyplomowego w Warszawie. Następnie (1995-1997) została zatrudniona jako technik w warszawskim Banku Tkanek Oka. Od 1998 pracuje w Katedrze i Klinice Okulistyki II Wydziału Lekarskiego Akademii Medycznej w Warszawie (do 2011 na etacie inżynieryjno-technicznym, następnie jako adiunkt). Ponadto od 2000 pracuje także w Samodzielnym Publicznym Szpitalu Okulistycznym w Warszawie. 
Stopień doktorski uzyskała w 2001 na podstawie pracy Ocena zmian morfologii komórek śródbłonka przeszczepianej rogówki w zależności od czasu po przeszczepie i stosowanego leczenia (promotorem był prof. Jerzy Szaflik). Habilitowała się w 2014 roku na podstawie oceny dorobku naukowego i pracy pod tytułem Keratoprotezowanie jako forma rehabilitacji wzrokowej u pacjentów ze skrajnymi postaciami ślepoty rogówkowej - na podstawie doświadczeń nabytych w wyniku przeprowadzonych zabiegów wszczepienia różnych typów keratoprotez oraz badań nad własnym modelem implantu rogówkowego.
Zainteresowania kliniczne i badawcze J. Izdebskiej dotyczą m.in. diagnostyki i leczenia schorzeń rogówki, chirurgii refrakcyjnej oraz profilaktyki i leczenia zakażeń oczu.
Współautorka artykułów publikowanych w czasopismach krajowych i zagranicznych, m.in. w „Klinice Ocznej”. Należy do Polskiego Towarzystwa Okulistycznego oraz European Contact Lenses and Ocular Surface Society.